# Ouled Farès
Ouled Farès (em árabe: أولاد فارس) é uma cidade e comuna localizada na província de Chlef, Argélia. Segundo o censo de 2008, a população total da cidade era de 34 891 habitantes.